# Jihomořská bublina
Jihomořská bublina byla spekulativní bublina, která se vytvořila v Anglii v roce 1720, především s souvislosti se South Sea Company (Společnost jižních moří).

## Počátky
Počátek 18. století znamenal pro londýnskou burzu velký provoz. Už v roce 1697 se vyskytl první privátní kurzovní lístek. Roku 1714 došlo poprvé ke stanovení úředních kurzů. Navíc kolem roku 1700 vznikla první zpravodajská agentura, jejímž úkolem bylo informovat o kurzech a přinášet informace z důležitých burzovních míst. Vyvíjel se také počet společností na burze. Zatímco v roce 1688 to byly pouhé tři společnosti, v roce 1694 jich bylo už 53, mezi nimi i čerstvě založená Bank of England. Do roku 1720 zde obchodovalo kolem 200 obchodních společností, přičemž jednou z nejdůležitějších byla South Sea Company.
Za vlády královny Anny a krále Jiřího I. zažívala Anglie vzestup. Po válce o španělské dědictví získala mimo jiné právo vozit africké otroky do kolonií Španělska v Jižní Americe. Kvůli válce s Francií však v roce 1711 činil státní dluh více než 10 milionů liber šterlinků. Za tichého souhlasu vlády a parlamentu byla v témže roce založena South Sea Company, která převzala státní dluh ve výši 9 milionů liber, a vláda jí garantovala úrok 6 % z dluhu (tedy 540 000 liber ročně). Společnost navíc obdržela monopol na britský obchod s koloniemi Španělska v Americe a právo na zatím neobjevené ostrovy v této oblasti, které měly připadnout Británii a společnost je hospodářsky využívat. K tomu obdržela od státu čtyři zámořské lodě.
Původním plánem společnosti bylo obchodování s doly na zlato a stříbro v Peru a Mexiku. Jenže po uzavření utrechtského míru v roce 1713 mezi Anglií a Francií nedošlo k očekávanému otevření přístavů Španělska v Jižní Americe. Následná válka se Španělskem neumožňovala aktivity společnosti až do porážky Španělů. V roce 1720 předložila společnost vládě návrh na převzetí dluhu 32 milionů liber šterlinků, pokud společnosti povolí neomezeně navýšit kapitál. Jediný, kdo před tímto krokem varoval, byl poslanec a vůdce opozičních whigů sir Robert Walpole. Jak se později ukázalo, jeho obavy z nezvládnutelné spekulace byly oprávněné.

## Události roku 1720
Ještě na začátku roku se kurz akcií společnosti pohyboval okolo 121 liber. Během debaty v parlamentu stoupla cena na dvojnásobek. Vedení společnosti, v jejímž čele stál John Blunt, se rozhodlo vypustit fámy, aby došlo k podpoře růstu akcií. Mezi tyto fámy patřilo uzavření dohody Anglie a Španělska o svobodném obchodu se španělskými koloniemi. Po této akci se lordi rozhodli návrh schválit a dne 7. dubna byl podepsán králem.
Ze začátku kurz příliš nerostl, protože investoři většinou toto rozhodnutí očekávali. Vedení společnosti se tedy rozhodlo vypustit další fámy o chystaných smlouvách se Španělskem. Následně se kurz akcií vyšplhal nahoru a společnost musela 12. dubna vydat milion nových akcií. V této době se kurz dostal na 300 liber za akcii o nominální hodnotě 100 liber. Následně vedení vyhlásilo výjimečnou 10% dividendu, což vyhnalo cenu na 400 liber za akcii.
Tento růst vyvolal boom ve vzniku nových společností, které slibovaly rychlé zbohatnutí. Nejednalo se jen o společnosti zaměřené na obchod se zámořím, ale také o značně podivné společnosti. Vrcholu pravděpodobně dosáhla Společnost k provozování velmi užitečné podnikatelské činnosti, kterou ještě nikdo nezná, které zájemci během šesti hodin upsali 1 000 akcií. Netrvalo ovšem dlouho a tyto bubliny postupně praskly.

## Krize
Cena akcií společnosti South Sea Company však nadále rostla. Dne 29. dubna 1720 překročila hranici 500 liber, v květnu se dostala na 890 liber a ačkoliv společnost nevykazovala žádnou činnost, dosáhly dne 24. června akcie ceny 1 050 liber. V červenci se však na veřejnost dostaly zprávy o prodeji akcií, které měli ředitelé společnosti, a kurz rychle padal. V srpnu dosahovaly hodnoty 135 liber a v prosinci 128 liber.
Po prasknutí bubliny se Anglie dostala do ekonomické krize. Mnoho lidí přišlo o všechno, přibylo množství konkurzů. Většina vedení společnosti rychle zmizela, ostatní byli zatčeni, odvezeni do Toweru a jejich majetek zastaven. Bank of England a Východoindická společnost následně akcionářům zaplatily určitou náhradu, ovšem dvě třetiny kapitálu definitivně ztratili. Při následném vyšetřování se zjistilo, že řada ministrů, v čele s kancléřem státního pokladu, byla podplacena. Došlo k pádu vlády a do čela se dostali whigové vedení sirem Robertem Walpolem. Proces však byl brzy amnestií krále ukončen.